# No sos vos, soy yo
No sos vos, soy yo es una película argentina de comedia dramática de 2004 dirigida por Juan Taratuto y protagonizada por Diego Peretti, Cecilia Dopazo, Soledad Villamil y Marcos Mundstock. El guion fue escrito por Taratuto y Dopazo.

## Sinopsis
Javier (Diego Peretti) es un cirujano de treinta años que decide casarse e irse a vivir a Estados Unidos con María (Soledad Villamil), su novia de varios años y con quien convive desde hace dos. Inmediatamente después de casarse, María se marcha a Miami con unos amigos de sus padres, al objeto de ir gestionando la green card y preparar la futura llegada de su marido. Cuando Javier había resuelto reunirse con ella en los Estados Unidos, una llamada telefónica de María le comunica que no lo tiene claro y que preferiría que él no llegue hasta allá. 
Tras confesar que lo ha engañado con uno de los amigos del padre (su padre es interpretado por Luis Brandoni), María decide terminar su relación para empezar una nueva con este hombre. A partir de ese momento la vida de Javier se desmorona, y luego de sumirse en un estado de depresión, tras recurrir insistentemente tanto a su psicólogo (Marcos Mundstock), como a sus padres (Silvia Bailé y Ricardo Merkin) y a sus amigos, Luis (Hernan Jiménez) y Laura (Mariana Briski), comienza a luchar con su abatimiento y su fijación en su vida anterior.
Javier trata de pasar página a su vida, intentando nuevamente rehacer su vida, conociendo gente nueva y dejando de lado los rasgos más molestos de su personalidad, saliendo en búsqueda de otras mujeres. Mientras madura y conoce a una joven madre (Cecilia Dopazo), con quien desea iniciar una relación, Javier logra convertir su etapa de mayor desconcierto en una experiencia positiva que cambia toda su vida, en la que se replantea nuevas metas y comienza a recorrer un distinto y mejor camino.

## Reparto
- Diego Peretti como Javier
- Soledad Villamil como María
- Cecilia Dopazo como Julia
- Marcos Mundstock como Analista
- Hernán Jiménez como Luis
- Mariana Briski como Laura
- Roly Serrano como Etchepare
- Ricardo Merkin como Padre de Javier
- Silvia Baylé como Madre de Javier
- Luis Brandoni como Padre de María
- Nilda Raggi como Madre de María
- Rosana Martín como Madre de Julia
- Eugenia Tobal como Lola
- Bernarda Pagés como Gaby
- Alejandro Di Michele como Novio de Gaby
- Natalia Grinberg como "Bola" Villar
- Tomás Kuperman como Hijo de Julia
- Mara Jiménez do brito como Hija de Luis y Laura
- Marco Iaccarino como Hijo de Etchepare
- Silvana Sosto como Mujer en el Cine
- Diego Cosin como Fotógrafo del Registro Civil

## Nuevas versiones
No eres tú, soy yo, una remake mexicana, fue estrenada en 2010. La misma es dirigida por Alejandro Springall y protagonizada por Eugenio Derbez, Alejandra Barros y Martina García.
En Colombia la historia del film fue adaptada como telenovela bajo el nombre de La tusa, los hombres también lloran, y está a cargo de la productora audiovisual Caracol Televisión. Sus protagonistas son Mónica Lopera y Guillermo García.